# 公文教育研究会

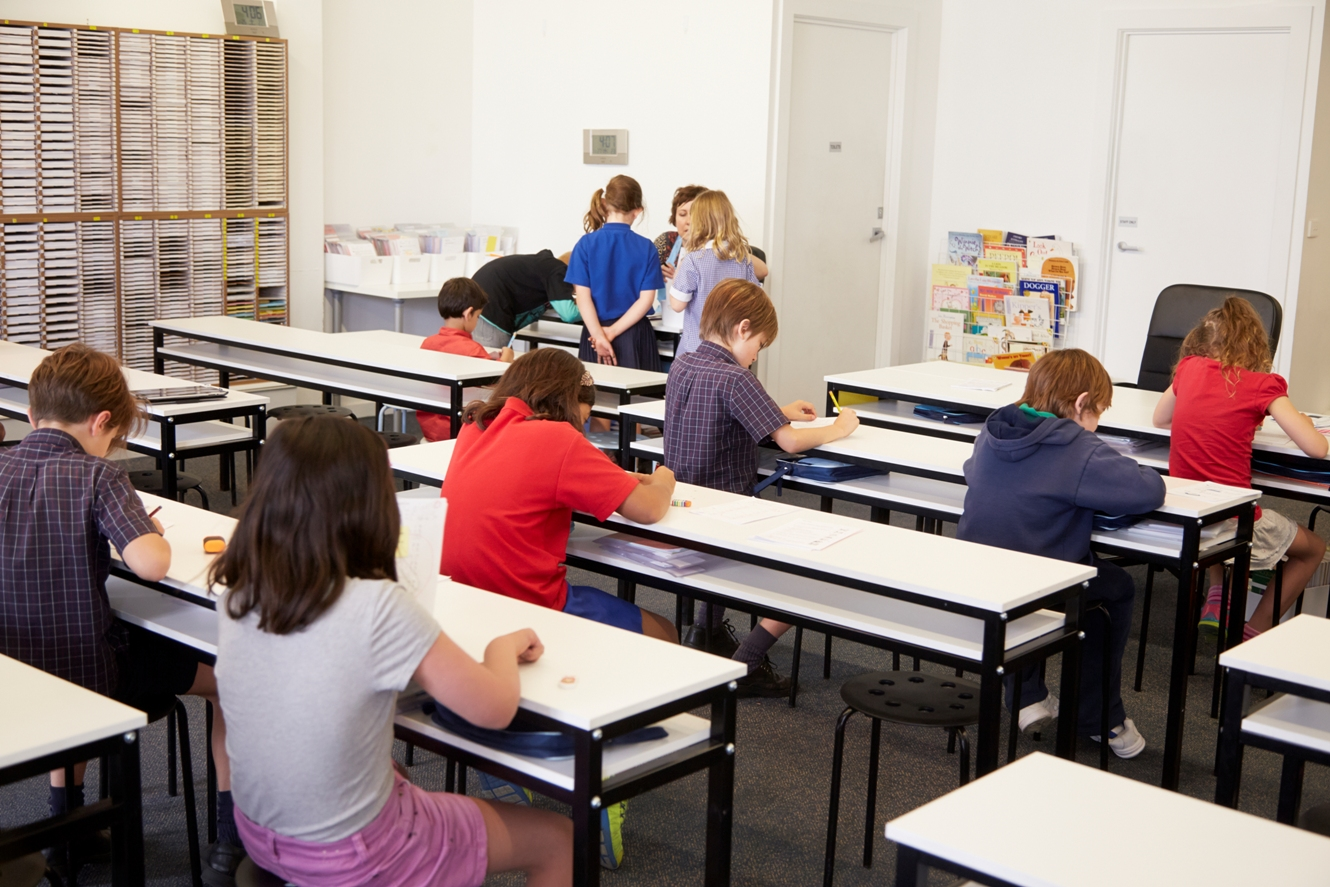
公文の教室で勉強する児童達

株式会社公文教育研究会（くもんきょういくけんきゅうかい、英: KUMON INSTITUTE OF EDUCATION CO., LTD.）は、大阪府大阪市淀川区に本社を置く企業。

## 概要

### 教育理念
「個々の人間に与えられている可能性を発見しその能力を最大限に伸ばすことにより健全にして有能な人材の育成をはかり地球社会に貢献する」。すなわち個々の生徒の能力と可能性を見極め、能力の発達段階にもっとも適した教育を行う。また一人ひとりの能力差の実態を知ることの大切さと、どの子どもにもそれぞれ伸ばし得る教育の方法があることを確信し実行することで、次の時代が要求し人類の進化の歴史を委ねるにたる創造性豊かな人材を育成する。

### ロゴに込めた想い
「KUMONロゴ」の『O』の部分が愛称「THINKING FACE」。この「顔」は、子供や保護者、KUMONの先生やスタッフ・社員等、関係者全員の顔であり「考え続け成長する」ということを表現している。また背景の空色は知性や誠実さを意味するとともに「空の下世界はひとつ！」といった気持ちをメッセージしている。 2001年に米村浩によりデザインされた。
なお、ロゴは世界共通であるが、海外の一部エリアフランチャイズ企業では、独自のロゴを用いている場合がある。

## 沿革
中学校・高等学校数学免許教員であった公文公（くもん とおる）が1955年に大阪府守口市で始めた自らの学習指導法を「公文式」という。この公文式学習法をフランチャイズ展開しているのが公文教育研究会である。この方式が小学生を中心に広く受け入れられ、現在は日本だけでなく、南北アメリカ大陸、ヨーロッパ、東南アジア、韓国、台湾、香港、中国大陸、アフリカ、オーストラリアなど62カ国・地域に教室を展開している（2023年7月現在）。
教室数は、日本国内に約15,400教室、日本国外に約8,300教室。生徒数は、日本国内134万人、日本国外227万人。また、日本国内指導者数は13,700人（ともに2023年3月現在）。
フランチャイズ方式を展開して以来急激に教室数を伸ばし、日本では全国の人口密集地の津々浦々に教室が開かれている。主に自治会室やフランチャイズオーナーの自宅、貸し教室、空き部屋などで開かれており、人口密集地では1つの小学校区に数教室あるところが多い。地方の教室が開かれていない地域の生徒向けには教材を郵送する通信教育システムがある。
教科は算数・数学、国語、英語を教える教室が多いが、中にはフランス語、ドイツ語、日本語（外国人向け）、英語速読、書写（公文エルアイエル）を教える教室もまれにある。2004年（平成16年）より新たに学習療法と脳ウェルネス学習の展開も始められた。日本国外の教室では、各国語化された算数・数学教材と母国語教材を使った指導が行われている。
2015年4月1日に、純粋持株会社であった株式会社公文教育研究会が、日本国内における事業会社の「株式会社日本公文教育研究会」を吸収合併した。

### 年表
※ KUMONのあゆみ｜企業情報｜公文教育研究会（外部サイト）
- 1954年 - 当時高校の数学教師だった公文公が、小学2年生の長男のために計算問題をルーズリーフに書き、自習形式の学習を開始。
- 1955年 - 大阪府守口市に、公文式教材を使用した算数教室を開設。
- 1962年 - （有）大阪数学研究会設立。東京で第一号教室を新宿区に開設。
- 1972年 - （有）大阪数学研究会を（有）大阪公文数学研究会に社名変更、（有）東京公文数学研究会設立。
- 1974年
  - 公文式学習法の理論を、数十万人の具体的な指導実例と学習効果とともに、初めて公的に紹介した『公文式算数の秘密』（廣済堂出版刊）がベストセラーになる。
  - 海外（ニューヨーク）で初めて算数教室を開設。
- 1975年 - 台湾に教室を開設。
- 1977年 - ブラジルに教室を開設。
- 1979年
  - 第一回全国公文指導者研究大会開催。
  - ドイツに教室を開設。
- 1980年
  - 英語教室スタート。
  - ブラジル サンパウロおよびドイツ デュッセルドルフに現地法人設立。
- 1981年
  - 国語教室スタート。
  - 第一回公文障害児指導研究大会開催
  - （有）大阪公文数学研究会、（有）東京公文数学研究会を、それぞれ株式会社に組織変更。
- 1982年
  - （株）大阪公文数学研究会と（株）東京公文数学研究会が合併し、（株）公文数学研究会となる。
  - アメリカ ロサンゼルスに現地法人設立。
- 1983年 - （株）公文数学研究会より（株）公文教育研究会に社名変更。KUMONロゴ誕生。
- 1984年
  - 日本語教室スタート。
  - オーストラリア シドニーに現地法人設立。
- 1985年 - ペン習字教室スタート。
- 1986年 - フランス語教室・ドイツ語教室スタート
- 1988年
  - （株）くもん出版設立。
  - 香港およびカナダ トロントに現地法人設立。
  - アメリカの公立小学校に、公文式算数が導入される。
- 1990年
  - 英語母国語教材、オーストラリアで使用開始。
  - イギリス ロンドンに現地法人設立。
- 1991年 - スペイン マドリードに現地法人設立。
- 1993年 - 中国語母国語教材、台湾で使用開始。
- 1994年 - ポルトガル語母国語教材、ブラジルで使用開始。
- 1995年
  - 創始者公文公永眠。
  - シンガポール、チリ サンティアゴ、メキシコ メキシコシティ、中国 上海にそれぞれ現地法人を設立。
- 1996年
  - （株）公文エルアイエル（公文書写）設立。
  - 南アフリカ ヨハネスブルグおよびフィリピン マニラに現地法人設立。
- 1997年 - マレーシア クアラルンプールにオフィスを開設。
- 1998年 - タイ バンコクおよびアルゼンチン ブエノスアイレスに現地法人設立。
- 2000年
  - グループ経営体制へ移行。（株）公文 公教育研究所設立。
  - インドネシア ジャカルタに現地法人設立。
- 2001年
  - 産官学による学習療法の実践研究がスタート。
  - 第一回世界リーダー研修開催。
  - 第一回English Immersion Camp開催。
  - 新KUMONロゴ誕生。
- 2004年
  - EFL（外国語としての英語）教材、ブラジルで使用開始。
  - スペイン語母国語教材、南米5か国で使用開始。
  - インド ニューデリーおよびコロンビア ボゴタに現地法人設立。
- 2005年
  - CFL（外国語としての中国語）教材、韓国で使用開始。
  - 中国 広州に現地法人設立。
- 2006年 - ベトナム ホーチミンに現地法人設立。
- 2008年 - タイ語母国語教材、タイで使用開始。
- 2010年 - 大学向け教育サービスの事業化スタート。
- 2011年
  - Educational Testing Serviceと提携し、TOEFL Junior®の普及・運営を開始。
  - 中国 北京に現地法人設立。
- 2012年 - Baby Kumon スタート。
- 2014年 - TOEFL Primary®の普及・運営を開始。
- 2018年 - マカオに現地法人設立。
- 2023年 - インドネシア語母国語教材、インドネシアで使用開始。

## 公文式の学習方法

### 特徴
週2回程度の通塾。個人別の自学自習プリントを配布し、学年にかかわらずその生徒のその時の実力に応じた学習をする無学年式学習を特徴とする。そのため伸びる生徒はどんどん先の学習に進め、逆に伸びにくい生徒は学年を下げた内容を繰り返し練習することができる。
一方で塾の指導者の見立てが間違っている事例も数多くあり、その場合は不必要に遡った段階からの問題を長らくあてがわれモチベーション低下を引き起こし通塾を止めてしまうケースが多々ある。
教材は、公文公・前会長が自分の子供のために作りはじめた計算プリントが元になっていて、本人の実力に合わせてどこからでも始められる算数教材は、特に学校の授業についていけなくなっている子供にとって、大きな救いとなりえた。学力をチェックしてどこでつまずいているか割り出し、その少し前の楽にできる箇所から再学習が可能となっている。算数・数学は文章題はほとんどと言っていいほどなく、計算が主体である。
その後、読解力と読書力養成（算数で言う文章題にも対応）を主眼とする国語や英語（外国語）の教材も開発されている。特に英語に関しては、プリント（幼児向けはワークブック）学習のみではどうしてもカバーできない分野（リスニングなど）が出てきてしまうので、それに対応するためにかつては音声カードやCDを使用していたが、現在は英語専用タッチペン（新規入塾生は必ず購入しなければいけない）を使用して、対応のワークブックやプリントに印刷している音声マークを触ることが出来る。
プリント1枚毎に採点され、全部できたら（訂正箇所を全部直したら）100点（満点）。このシステムにより、「次も100点取れるようにがんばろう」と生徒のやる気をアップさせているという。

### 日常の学習
1. 各生徒の学力に応じたプリントの配布
2. 解説を見ながら各自問題を解く
3. 採点者のところへ持っていき採点してもらう
4. やり直しをして、すべて正解できたら次の段階のプリントをもらう
5. 解説を見ながら各自問題を解く
6. 宿題プリントをもらう
7. 自宅で問題を解く
8. 次の回に教室で問題を採点してもらう

（繰り返し）
このことから、宿題をこなさないと先に進まず学習効果が著しく減じてしまう。宿題をこなすためには家庭の協力が不可欠となり、そのことが負担になるか否かが公文式学習の成否を分ける。

## 幼児教育
教室によっては未就園児も受け入れている。
公文式では一時期「幼児方程式」と称して、算数学習が進めば幼児が方程式まで解けるようになると宣伝し、公文会長の著書『新「公文式算数のひみつ」』などでもその有効性を主張していたが、現在ではこの言葉を宣伝に使うことはなくなっている。現在は教材の進度を基準としたランキングを作成して、進度上位者を表彰している。

## 障害児教育
プリントはスモールステップで進み、繰り返しも容易なので、障害児の教育にも有効だと 公式サイト では説明されている。理論的根拠は、川島隆太の学習療法で、「『学習療法®』は東北大学・川島隆太教授と公文教育研究会の登録商標」であると、学習療法研究会公式サイト には表明されている。

## くもん学習療法
公文式のプリント学習を認知症予防のために行う公文式の学習方法。公文式は子供だけというイメージがあるが、生涯にわたって学びが出来るようになっている。

## くもんのすいせん図書とくもんの英語推薦図書リスト
『“くもんのすいせん図書”』
読書力をすべての公文式国語の学習の基礎と位置づけ、乳幼児～中学生以上を対象とする650冊の優良図書リストを毎年改訂している。
有料冊子「くもんの読書ガイド」で全650冊を紹介する他、一覧表PDFはウェブサイトより無料でダウンロード可能となっている。
リストはおおまかな対象年齢によって5A～Iの13段階に区切られ、各年齢の子どもに人気が高い図書50冊ずつが選定されている。
0歳向けの字のない絵本から古典的児童文学まで幅広い。
『“Kumon English Reading List”』
（くもんの英語推薦図書リスト）合計90冊。
G教材終了レベル（中学）からO教材終了レベル（高校）の9レベル。
公文式英語教材学習者向け、2016年からリリース。

## くもん出版の刊行物等

### プログラミング関連
- くもんのプログラミングワーク①　はじめる！IchigoJam
- くもんのプログラミングワーク②　チャレンジ！IchigoJam
- マタタラボ プロセット（Matatalab Pro Set）
- テイルボット　プロセット
- マタタラボ センサー・アドオン（Sensor Add-on）
- 学校を変えた最強のプログラミング 教育普通の公立小学校から見えたAI時代の学び
- アルと考える アルゴリズムってなんだ？
- ゼロとワンが紹介 プログラミング言語のいろいろ
- バグと挑戦 デバッグの方法
- アンドとオアが伝える 論理演算の使いかた
- フローが見せる 制御フローのはたらき
- スタックが語る データ構造の大切さ
- チップが案内 ハードウェアの役割
- ウェブと調べる インターネットのなりたち
- コンピュータ&プログラミング キャラ図鑑

### 知育玩具
くもんTOY BABY シリーズ
- でるかな？ラトル＋えほん
- どこかな？ハウス＋えほん
- へんしん！ブナつみき＋えほん
- あかちゃんブロック＋えほん
- のせてのせてカー＋えほん

「できる」シリーズ
- くもんのジグソーパズル
  - STEP0はじめてのパズルはめ絵
  - STEP1だいすきどうぶつ
  - STEP1あつまれのりもの
  - STEP2なかよしどうぶつファミリー
  - STEP2はやいぞしんかんせん
  - STEP2いくぞ はたらくくるま
  - STEP3わくわく動物パラダイス
  - STEP3すごいぞ はたらく車
  - STEP3すすめ特急列車
  - STEP4たんけん 動物の世界
  - STEP4がんばれはたらく電車・列車
  - STEP4かつやくはたらく車
  - STEP5発見！世界の動物
  - STEP5集合！特急・新幹線
  - STEP5集合！働く車
  - STEP6見てみよう！日本各地を走る電車・列車
  - STEP7くらべてみよう！世界の電車・列車
- はじめてのソフトパズル
- くろくまくんの10までかぞえてバス
- トンころガッタン
- くろくまくんのかたちあわせトラック
- くるくるチャイム
- PUTIN
- いっしょにあそぼう はじめてのつみき
- ジグソープレイパネルB4
- ジャラットプレート

「身につく」シリーズ
- もじ・かずボード
- はじめてのひらがなボード
- ひらがなさいころつみき
- 絵あわせきしゃポッポ あいうえお ～ひらがな～
- 絵あわせきしゃポッポ アイウエオ ～カタカナ～
- ひらがなしりとりパズル
- NEWもじつみきデラックスセット
- NEWひらがなつみき
- NEWお習字ボード
- おふろでぴたぴた ひらがなことば新商品
- アルファベットさいころつみき
- しゃべって学べる！英会話すごろく
- タッチで聞こう！ えいごかるた
- アルファベットボード
- たっぷり7つの遊び！ABCブロック
- 磁石あいうえお盤
- 磁石かんじ盤
- ぴったりしきつめかずパズル100
- 玉そろばん120
- サイコロたしざんランド
- サイコロかけざんランド
- はじめての分数パズル
- サイコロたしざんかけざんランド
- 磁石すうじ盤30
- 磁石すうじ盤100
- NEWさんかくたんぐらむ
- NEWたんぐらむ
- 図形キューブつみき
- わごむパターンボード
- 空間パズル
- 図形モザイクパズル
- 知らない国がすぐに見つかる くもんの地球儀
- くもんの日本地図パズル
- くもんの日本地図パズル（点字つき）
- くもんの世界地図パズル
- NEWくるくるレッスン
- スタディめざまし
- スタディクロック
- 科学の力で無人島脱出ゲーム
- 恐竜化石発掘カードゲーム新商品

「かんがえる」シリーズ
- NEWスタディ囲碁
- L＋Lパズル
- スライディングパズル サッカー
- スネークルン
- NEWくみくみスロープ
- NEWくみくみスロープ ジャンプ&大車輪セット
- NEWくみくみスロープたっぷり100
- ぴたっとめいろ
- NEWくみくみスロープボリュームアップセット
- ロジカルロードメーカー
- ロジカル国旗パズル
- 3Dロジカルルートパズル（日本おもちゃ大賞2022 エデュケーショナル・トイ部門優秀賞）
- ロジカルルートパズル
- かたちでペッタン！おえかきスタンプ
- デザインタイルアート

### 幼児ドリル
はじめてのおけいこシリーズ
- くもんのはじめてのおけいこ

もじ・ことば
- はじめてのひらがな1集
- はじめてのひらがな2集
- やさしいひらがな1集
- やさしいひらがな2集
- ひらがなおけいこ
- はじめてのカタカナ
- カタカナおけいこ
- はじめてのかん字
- 漢字おけいこ
- ひらがなしりとりあそび
- ことばのおけいこ
- ぶんのおけいこ

かず・けいさん
- はじめてのすうじ
- やさしいすうじ
- すうじおけいこ
- はじめてのたしざん
- たしざんおけいこ1集
- たしざんおけいこ2集
- はじめてのひきざん
- ひきざんおけいこ
- はじめての九九
- はじめてのとけい
- とけいおけいこ

うんぴつ・めいろ
- はじめてのめいろ1集
- はじめてのめいろ2集
- やさしいめいろ1集
- やさしいめいろ2集
- めいろあそび どうぶつ
- めいろあそび のりもの
- めいろあそび にほんのめいしょ
- めいろあそび せかいのめいしょ

えいご
- はじめてのアルファベット
- やさしいアルファベット
- アルファベットおけいこ

きる・はる・こうさく
- はじめてのはさみ
- はじめてのかみこうさく1集
- はじめてのかみこうさく2集
- かみこうさくあそび

入園・入学準備
- 幼稚園にはいったら くれよん
- 幼稚園にはいったら はさみ
- 幼稚園にはいったら のり
- 幼稚園にはいったら えんぴつ めいろ
- 幼稚園にはいったら えんぴつ さんすうパズル
- くもんの入学準備チェックテスト さんすう
- くもんの入学準備チェックテスト こくご
- くもんのわくわく入園準備ドリル
- くもんのはじめてみましょう！小学校の入学準備ドリル

ファーストステップドリル
- おやこのファーストステップ
  - さいしょの はってみよう
  - すいすい はってみよう
  - さいしょの きってみよう
  - すいすい きってみよう
  - さいしょの おってみよう
  - さいしょの ぬってみよう
  - すいすい ぬってみよう
  - すいすい かいてみよう
  - シールはってみよう どうぶつえん
  - シールはってみよう のりもの
  - シールはってみよう スーパーマーケット
  - シールはってみよう はるなつあきふゆ

かんがえるワーク
- 3歳からの ひょうげんするチカラ
- 3歳からの すいりするチカラ
- 3歳からの みわけるチカラ
- 3歳からの かたちをとらえるチカラ

### くもんのカード
もじ・ことば
- 早口ことばカード
- 書きかたカード 漢字
- 書きかたカード カタカナ
- 書きかたカード ひらがな
- ゆびなぞりカード ひらがな
- 反対ことばカード
- 慣用句カード 1集
- 慣用句カード 2集
- 四字熟語カード 1集
- 四字熟語カード 2集
- 四字熟語カード 3集
- ことわざカード 1集
- ことわざカード 2集
- ことわざカード 3集
- 百人一首カード 上巻
- 百人一首カード 下巻
- 詩のカード
- 短歌カード
- 俳句カード 春
- 俳句カード 夏
- 俳句カード 秋
- 俳句カード 冬
- ぶんカード 1集
- ぶんカード 2集
- ひらがなことばカード 1集
- ひらがなことばカード 2集
- ひらがなことばカード 3集
- 漢字カード 1集
- 漢字カード 2集
- 漢字カード 3集
- 童謡カード 1集（CD付き）
- 童謡カード 2集（CD付き）
- 童謡カード 3集（CD付き）

かず・けいさん
- かずカード
- 九九カード
- とけいカード
- ひきざんカード
- たしざんカード

生活知識
- 生活図鑑 くだものやさいカード 1集
- 生活図鑑 くだものやさいカード 2集
- 生活図鑑 こよみカード
- 生活図鑑 生活道具カード
- 生活図鑑 お店カード
- 生活図鑑 マーク標識カード 1集
- 生活図鑑 マーク標識カード 2集
- 生活図鑑 のりものカード
- 生活図鑑 たべものカード
- 自然図鑑 川や海の生きものカード
- 自然図鑑 花と木カード
- 自然図鑑 鳥カード
- 自然図鑑 動物カード
- 自然図鑑 こん虫カード

生活知識：写真図鑑
- 写真図鑑 電車・地下鉄カード
- 写真図鑑 はたらく自動車カード
- 写真図鑑 特急･新幹線カード

生活知識：その他
- 日本地図カ－ド
- 世界の国旗カード 1集
- 世界の国旗カード 2集
- 世界の国旗カード 3集
- 星座カード

えいご
- ABCカード
- CD付き英語カード おでかけの会話編
- CD付き英語カード たのしい会話編
- CD付き英語カード あいさつと話しことば編
- CD付き英語カード どうぶつ編
- CD付き英語カード 町の中のもの編
- CD付き英語カード 家の中のもの編
- CD付き英語のうたカード

### 問題集・参考書
スーパーステップシリーズ
- スーパーステップ　中学英文法
- スーパーステップ　中学英文法問題集
- スーパーステップ　中学英語リーディング
- スーパーステップ  中学英語リスニング
- スーパーステップ　中学英単語1800
- スーパーステップ　中学数学
- スーパーステップ　ハイレベル中学英語　長文読解
- スーパーステップ  ハイレベル中学英語　文法・作文
- スーパーステップ　高校英文法

小学ドリルシリーズ
- 1年生 文しょうの読解
- 2年生 文しょうの読解
- 3年生 文章の読解
- 4年生 文章の読解
- 5年生 文章の読解
- 6年生 文章の読解
- 学力チェックテスト英語5年生
- 学力チェックテスト英語6年生
- 1年生ひらがな
- 1年生カタカナ
- 1年生漢字
- 2年生漢字 1年生 文しょうの読解
- 2年生 文しょうの読解
- 3年生 文章の読解
- 4年生 文章の読解
- 5年生 文章の読解
- 6年生 文章の読解
- 学力チェックテスト英語5年生
- 学力チェックテスト英語6年生
- 1年生ひらがな
- 1年生カタカナ
- 1年生漢字
- 2年生漢字
- 3年生漢字
- 4年生漢字
- 5年生漢字
- 6年生漢字
- 1年生 言葉と文のきまり
- 2年生 言葉と文のきまり
- 3年生 言葉と文のきまり
- 4年生 言葉と文のきまり
- 5年生 言葉と文のきまり
- 6年生 言葉と文のきまり
- 国語1年生学力チェックテスト
- 国語2年生学力チェックテスト
- 国語3年生学力チェックテスト
- 国語4年生学力チェックテスト
- 国語5年生学力チェックテスト
- 国語6年生学力チェックテスト
- 学力チェックテストさんすう1年生
- 学力チェックテスト算数2年生
- 学力チェックテスト算数3年生
- 学力チェックテスト算数4年生
- 学力チェックテスト算数5年生
- 学力チェックテスト算数6年生
- 5年生 分数
- 5年生 小数
- 6年生 分数
- 1年生 すう・りょう・ずけい
- 2年生 数・りょう・図形
- 3年生 数・りょう・図形
- 4年生 数・量・図形
- 5年生 数・量・図形
- 6年生 数・量・図形
- 1年生 文しょうだい
- 2年生 文しょうだい
- 3年生 文章題
- 4年生 文章題
- 5年生 文章題
- 6年生 文章題
- 1年生 ひらがな・カタカナのかきかた
- 1年生 かん字のかきかた
- 2年生 かん字の書き方
- 3年生 漢字の書き方
- はじめてのアルファベット
- ローマ字学習つき
- はじめてあいさつと会話
- 5年生の英語の文
- 6年生の英語の文
- 1年生 たしざん
- 1年生 ひきざん
- 2年生 たし算
- 2年生 ひき算
- 2年生 かけ算（九九）
- 3年生 たし算・ひき算
- 3年生 かけ算
- 3年生 わり算
- 4年生 わり算
- 4年生 分数・小数

にがてだいじドリルシリーズ
- 1年 くりあがるたしざん・くりさがるひきざん
- 2年 2けたのたし算・ひき算
- 3年 時こくと時間
- 3年 くり上がりのあるかけ算
- 4年 商がたてにくいわり算
- 5年 小数のかけ算・わり算
- 5年 約分・通分をする分数の計算
- 小学1年生 「は・を・へ」のつかいかた
- 小学1年生　かん字　まずはこれだけ
- 小学2年生　カタカナ
- 小学2年生  文を書くきまり
- 小学2年生  かん字まずはこれだけ
- 小学3年生  主語と述語
- 小学3年生  漢字まずはこれだけ
- 小学4年生  こそあど言葉・文をつなく言葉
- 小学5年生  慣用句・ことわざ
- 小学6年生  敬語

いっきに極めるシリーズ
- いっきに極める小学英語3　表現に使える英単語380
- いっきに極める小学英語　おさえておきたい英語のルール②過去形・canなど
- いっきに極める小学英語　おさえておきたい英語のルール①be動詞・一般動詞
- いっきに極める国語5  小学3～6年の慣用句・ことわざ
- いっきに極める国語4  小学4～6年の熟語
- いっきに極める国語3  小学1～3年の熟語
- いっきに極める国語2　小学4～6年の漢字
- いっきに極める国語1　小学1～3年の漢字
- いっきに極める算数7　小学3～6年の文章題
- いっきに極める算数6　小学4～6年の割合と比例
- いっきに極める算数5　小学3～6年の図形と面積・体積
- いっきに極める算数4　小学4～6年の分数の計算

夏休みドリルシリーズ
- くもんの夏休みドリル 小学6年生
- くもんの夏休みドリル 小学5年生
- くもんの夏休みドリル 小学4年生
- くもんの夏休みドリル 小学3年生
- くもんの夏休みドリル 小学2年生
- くもんの夏休みドリル 小学1年生

夏休みもっとぐんぐん復習ドリルシリーズ
- くもんの夏休み　もっとぐんぐん復習ドリル　さんすう文しょうだい小学1年生
- くもんの夏休み　もっとぐんぐん復習ドリル　算数 文しょうだい小学2年生
- くもんの夏休み　もっとぐんぐん復習ドリル　算数 文章題小学3年生
- くもんの夏休み　もっとぐんぐん復習ドリル　こくご 文しょうもんだい小学1年生
- くもんの夏休み　もっとぐんぐん復習ドリル　国語 文しょうもんだい小学2年生
- くもんの夏休み　もっとぐんぐん復習ドリル　国語 文章問題小学3年生

くもんの総復習ドリル
- くもんの小学1年の総復習ドリル
- くもんの小学2年の総復習ドリル
- くもんの小学3年の総復習ドリル
- くもんの小学4年の総復習ドリル
- くもんの小学5年の総復習ドリル
- くもんの小学6年の総復習ドリル

くもんの文章題 総復習ドリル
- くもんの文しょうだい　総復習ドリル　小学1年生こくごとさんすう
- くもんの文しょうだい　総復習ドリル　小学2年生国語と算数
- くもんの文章題　総復習ドリル　小学3年生国語と算数

集中学習 ぐーんと強くなるシリーズ
- 小学1年生　文章読解にぐーんと強くなる
- 小学2年生　文章読解にぐーんと強くなる
- 小学3年生　文章読解にぐーんと強くなる
- 小学4年生　文章読解にぐーんと強くなる
- 小学5年生　文章読解にぐーんと強くなる
- 小学6年生　文章読解にぐーんと強くなる
- 小学1年生　作文・表現にぐーんと強くなる
- 小学2年生　作文・表現にぐーんと強くなる
- 小学3年生　作文・表現にぐーんと強くなる
- 小学4年生　作文・表現にぐーんと強くなる
- 小学5年生　作文・表現にぐーんと強くなる
- 小学6年生　作文・表現にぐーんと強くなる
- 小学３・４年生　英語にぐーんと強くなる
- 小学５年生　英語にぐーんと強くなる
- 小学６年生　英語にぐーんと強くなる
- 小学４年生　データの活用にぐーんと強くなる
- 小学５年生　データの活用にぐーんと強くなる
- 小学６年生　データの活用にぐーんと強くなる
- 小学１年生　文章題にぐーんと強くなる
- 小学２年生　文章題にぐーんと強くなる
- 小学３年生　文章題にぐーんと強くなる
- 小学４年生　文章題にぐーんと強くなる
- 小学５年生　文章題にぐーんと強くなる
- 小学６年生　文章題にぐーんと強くなる
- 小学１年生　計算にぐーんと強くなる
- 小学２年生　計算にぐーんと強くなる
- 小学３年生　計算にぐーんと強くなる
- 小学４年生　計算にぐーんと強くなる
- 小学５年生　計算にぐーんと強くなる
- 小学６年生　計算にぐーんと強くなる
- 小学１年生　漢字にぐーんと強くなる
- 小学２年生　漢字にぐーんと強くなる
- 小学３年生　漢字にぐーんと強くなる
- 小学４年生　漢字にぐーんと強くなる
- 小学５年生　漢字にぐーんと強くなる
- 小学６年生　漢字にぐーんと強くなる
- 小学３年生　理科にぐーんと強くなる
- 小学４年生　理科にぐーんと強くなる
- 小学５年生　理科にぐーんと強くなる
- 小学６年生　理科にぐーんと強くなる
- 小学３年生　社会にぐーんと強くなる
- 小学４年生　社会にぐーんと強くなる
- 小学５年生　社会にぐーんと強くなる
- 小学６年生　社会にぐーんと強くなる
- 小学１年生　単位と図形にぐーんと強くなる
- 小学２年生　単位と図形にぐーんと強くなる
- 小学３年生　単位と図形にぐーんと強くなる
- 小学４年生　単位と図形にぐーんと強くなる
- 小学５年生　単位と図形にぐーんと強くなる
- 小学６年生　単位と図形にぐーんと強くなる
- 小学１年生　言葉と文法にぐーんと強くなる
- 小学２年生　言葉と文法にぐーんと強くなる
- 小学３年生　言葉と文法にぐーんと強くなる
- 小学４年生　言葉と文法にぐーんと強くなる
- 小学５年生　言葉と文法にぐーんと強くなる
- 小学６年生　言葉と文法にぐーんと強くなる

算数の壁をすらすら攻略！ シリーズ
- 算数の壁をすらすら攻略！　一の巻　小学１年生　大きいかず
- 算数の壁をすらすら攻略！　二の巻　小学１年生　とけい
- 算数の壁をすらすら攻略！　三の巻　小学２年生　時こくと時間
- 算数の壁をすらすら攻略！　四の巻　小学２年生　長さとかさ
- 算数の壁をすらすら攻略！　五の巻　小学３年生　円と球
- 算数の壁をすらすら攻略！　六の巻　小学３年生　長さと重さ

おさらい出来る本 シリーズ
- 小学1・2・3年生の　図形をおさらいできる本
- 小学4・5・6年生の　図形をおさらいできる本
- 小学1・2・3年生の　単位をおさらいできる本
- 小学4・5・6年生の　単位をおさらいできる本

小学ドリル学力チェックテストシリーズ
- 学力チェックテスト英語5年生
- 学力チェックテスト英語6年生
- 国語１年生学力チェックテスト
- 国語２年生学力チェックテスト
- 国語３年生学力チェックテスト
- 国語４年生学力チェックテスト
- 国語５年生学力チェックテスト
- 国語６年生学力チェックテスト
- 学力チェックテストさんすう1年生
- 学力チェックテスト算数2年生
- 学力チェックテスト算数3年生
- 学力チェックテスト算数4年生

中学でこまらないシリーズ
- 中学でこまらない　小学英単語620
- 中学でこまらない　小学6年間の算数総復習
- 小学全漢字1026　覚え残し0問題集！

小学１・２年生のうちに　シリーズ
- 小学１・２年生のうちに「しゃかい」の見方・考え方が楽しく身につく本
- 小学1・2年のうちに「りか」の見方・考え方が楽しく身につく本

ロジカル国語　シリーズ
- くもんの　読解力を高める　ロジカル国語　小学1年生
- くもんの　読解力を高める　ロジカル国語　小学2年生
- くもんの　読解力を高める　ロジカル国語　小学3年生
- くもんの　読解力を高める　ロジカル国語　小学4年生
- くもんの　読解力を高める　ロジカル国語　小学5年生

くもんの　読解力を高める　ロジカル国語　小学6年生
思考力トレーニング  シリーズ
- 思考力トレーニング　さんすう・こくご　小学１年生
- 思考力トレーニング　算数・国語　小学2年生
- 思考力トレーニング　算数・国語　小学3年生
- 思考力トレーニング　算数・国語　小学４年生
- 思考力トレーニング　算数・国語　小学5年生
- 思考力トレーニング　算数・国語　小学6年生

中学基礎固め100％
- できた！　中学社会　公民
- できた！　中学社会　歴史　上
- できた！　中学社会　歴史　下
- できた！　中学社会　地理　上
- できた！　中学社会　地理　下
- できた！　中１理科　物質・エネルギー(１分野)
- できた！　中２理科　物質・エネルギー(１分野)
- できた！　中３理科　物質・エネルギー(１分野)
- できた！　中１理科　生命・地球(２分野)
- できた！　中２理科　生命・地球(２分野)
- できた！　中３理科　生命・地球(２分野)
- できた！　中１英語単語・読解
- できた！　中１英語文法
- できた！　中２英語単語・読解
- できた！　中２英語文法
- できた！　中３英語単語・読解
- できた！　中３英語文法
- できた！　中学国語漢字
- できた！　中学国語文法
- できた！　中１国語読解
- できた！　中２国語読解
- できた！　中３国語読解
- できた！　中１数学関数・図形・データの活用
- できた！　中１数学計算
- できた！　中２数学図形・データの活用
- できた！　中２数学計算・関数
- できた！　中３数学図形・データの活用
- できた！　中３数学計算・関数

1回5分　ここだけ
- 1回5分　1年分ここだけ！中1 5科　大事な基礎をこの1冊で
- 1回5分　1年分ここだけ！中2 5科　大事な基礎をこの1冊で
- 1回5分　夏休みここだけ！中1　5科
- 1回5分　夏休みここだけ！中2　5科
- 1回5分　中1国語　ここだけ！
- 1回5分　中1数学　ここだけ！
- 1回5分　中2数学　ここだけ！
- 1回5分　中1英語　ここだけ！
- 1回5分　中2英語　ここだけ！

くもんのスタートでつまずかない
- くもんのスタートでつまずかない　中学英語
- くもんのスタートでつまずかない　中学数学計算
- くもんのスタートでつまずかない 中学国語文法・古典

定期テストこれで大丈夫！ 数学
- これでだいじょうぶ！　中１数学の方程式
- これでだいじょうぶ！　中１数学の比例と反比例
- これでだいじょうぶ！　中１数学の文字と式
- これでだいじょうぶ！　中２数学の図形の証明
- これでだいじょうぶ！　中２数学の１次関数

2時間でニャンとかできる中学歴史
- くもんの２時間でニャンとかできる中学歴史　中１古代
- くもんの２時間でニャンとかできる中学歴史　中１中世
- くもんの２時間でニャンとかできる中学歴史　中１・中２近世
- くもんの２時間でニャンとかできる中学歴史　中２近代
- くもんの２時間でニャンとかできる中学歴史　中３近現代

## 関連組織・子会社
- 北米公文、南米公文、アジア・オセアニア公文、ヨーロッパ・アフリカ公文
- 公文エルアイエル - 書写教室を展開。
- くもん学習療法センター - 老人介護施設等にて高齢者の認知症改善をはかる事業。
- くもんスピードリーディングセンター - 英語速読教室を展開。
- くもん出版 - 出版・知育文具・玩具の開発、販売。
- 公文公教育研究所 - 公文式教育法の研究とともに、外部機関との共同研究も行なう。
- 学校法人公文学園 - 当研究会が運営する学校法人。公文国際学園中等部・高等部、スイス公文学園高等部などを運営。
- ゼロ・コーポレーション - レコード会社。主にヘヴィメタル系を扱っていたレコードレーベル。1999年に事業解散。

ほか

## テレビ番組
- 日経スペシャル カンブリア宮殿 世界で大躍進！日本最大の学習塾、公文の実力（2013年5月23日、テレビ東京）[8]

## 番組スポンサー
- シューイチ（秋田放送）
- コボちゃん → 金田一少年の事件簿（日本テレビ系）
- あすなろラボ(フジテレビ系)ヒッチハイク
- ママレード・ボーイ（ABC制作テレビ朝日系）
- 必撮ビデオ!あんたが主役（テレビ朝日系）
- 超次元タイムボンバー（テレビ朝日系）
- 寛仁親王牌童謡こどもの歌コンクール（BS朝日、日本童謡協会との共同提唱）
- サンデーモーニング（TBS系）

### 時報スポンサー
- JFN時報（2013年5月〜2014年6月・週末5時～13時に時報提供。提供開始から2013年6月まで担当した後に一度撤退したが2014年1月より同じ枠で提供を再開した。）

## 広告出演者
※公文OB、OG
 現在 
- 上戸彩※

過去
- カケフくん
- 羽生善治※（1994年〜1999年） - 月影瞳、田中寅彦と共演するバージョンもあった。2004年、第11回大山康晴賞を公文教育研究会が受賞した。
- 掛布雅之
- 間寛平
- ポール・マッカートニー（1998年）
- 廣山望
- 野村萬斎※（2014年〜） - 2017年より長男の野村裕基※と共演。2019年のみ長女の野村彩也子※と3人で共演。
- 武藤十夢※・武藤小麟※（2020年）[9]
- 木村佳乃
- 加藤清史郎※
- 赤楚衛二※
- 上白石萌音※
- 新津ちせ※
- 白山乃愛
- 厚切りジェイソン

など